# Hagen Kleinert
Hagen Kleinert (ur. 15 czerwca 1941 w Twardogórze) – profesor fizyki teoretycznej Wolnego Uniwersytetu w Berlinie (Niemcy), profesor honorowy Uniwersytetu Kirgisko–Rosyjskiego (Słowiańskiego) w Biszkeku (Kirgistan), członek honorowy Rosyjskiej Akademii Wspierania Twórczości. Laureat Medalu Maxa Borna w 2008 za wkład w rozwój fizyki cząstek elementarnych i fizyki ciała stałego.
H. Kleinert jest autorem ponad 370 publikacji naukowych dotyczących fizyki matematycznej, a także fizyki cząstek elementarnych i fizyki jądrowej, jak i fizyki ciała stałego, ciekłych kryształów, biomembran, mikroemulsji, polimerów oraz teorii rynków finansowych. Jest autorem wielu książek z dziedziny fizyki teoretycznej, z czego najbardziej uznanym tytułem jest wydana czterokrotnie od 1990 Path Integrals in Quantum Mechanics, Statistics, Polymer Physics, and Financial Markets. Pozycja ta spotkała się z entuzjastycznym przyjęciem ze strony krytyki.

## Życiorys
W 1972 Kleinert, jako młody profesor, składał wizytę w Caltech, gdzie silne wrażenie wywarł na nim fizyk amerykański Richard Feynman. Podczas tego pobytu znalazł sposób na opisanie własności atomu wodoru przy użyciu sformułowania całek po trajektoriach, uprzednio podanego przez Feynmana. Odkrycie to w sposób znaczący poszerzyło zakres zastosowań tego formalizmu. W okresie późniejszym współpracował z Feynmanem nad jedną z jego ostatnich prac.
Dalsze badania doprowadziły Kleinerta do skonstruowania matematycznej metody umożliwiającej przekształcenie rozbieżnych szeregów potęgowych słabego sprzężenia w zbieżne szeregi silnego sprzężenia. W chwili obecnej ta tzw. metoda wariacyjna rachunku zaburzeń przewiduje wyniki, w postaci wykładników krytycznych obserwowanych blisko przejść fazowych drugiego rodzaju, które najtrafniej odzwierciedlają dane doświadczalne. Potwierdzają to dane uzyskane m.in. z eksperymentów z nadciekłym helem.
W ramach kwantowej teorii pól kwarków odkrył pochodzenie algebry Reggea residuów, której istnienie było domniemane przez N. Cabibbo, L. Horwitza i Y. Ne'emana (strona 232 w).
Wspólnie z K. Makim wyjaśnił strukturę fazy ikosaedralnej kwazikryształów.
W 1982 w dziedzinie nadprzewodnictwa przewidział istnienie punktu trójkrytycznego na diagramie fazowym między stanem nadprzewodnika I-ego a II-ego rodzaju. Przewidywania te zostały w 2002 potwierdzone na podstawie wyników symulacji Monte Carlo.
W 1978 podczas letniej szkoły w Erice zaproponował istnienie łamania supersymetrii w jądrze atomowym. Postulat ten został w międzyczasie potwierdzony doświadczalnie.
Opracowana przez Kleinerta teoria kolektywnych pól kwantowych, a także teoria hadronizacji kwarków, służą obecnie jako prototypy licznych rozwinięć w teorii fazy skondensowanej, fizyce cząstek elementarnych oraz fizyce jądrowej.
W 1986 w teorii strun jako pierwszy wprowadził pojęcie sztywności dla posiadających dotychczas jedynie naprężenie strun, tym samym w znaczny sposób poszerzając ich własności fizyczne. Jako że podobne rozszerzenie zaproponował równocześnie A. Polyakov, obiekty te nazywane są strunami Polyakova-Kleinerta.
Wspólnie z A. Chervyakovem rozwijał rozszerzenie teorii dystrybucji od przestrzeni liniowych w półgrupy poprzez jednoznaczne zdefiniowanie ich iloczynów. Rozszerzenie to okazało się możliwe do wykazania dzięki uwzględnieniu fizycznego warunku niezmienniczości całek po trajektoriach względem zamiany współrzędnych. Własność ta jest konieczna, aby zachodziła równoważność między sformułowaniem całek po trajektoriach a teorią Schrödingera.
Jako alternatywę dla teorii strun zaproponował analogię między geometrią nieeuklidesową, a geometrią kryształów z defektami, w celu skonstruowania modelu wszechświata nazywanego kryształem Plancka-Kleinerta (World Crystal), który na odległościach rzędu długości Plancka posiada całkowicie odmienną, względem teorii strun, fizykę. W modelu tym materia odpowiada za powstawanie defektów w strukturze czasoprzestrzeni, które generują krzywiznę i wszystkie pozostałe efekty ogólnej teorii względności.
Teoria ta posłużyła także jako inspiracja włoskiej artystce Laurze Pesce, która stworzyła serię rzeźb ze szkła zatytułowanych "kryształy świata".
Kleinert jest starszym członkiem międzynarodowego projektu IRAP promującego młodych naukowców w dziedzinie astrofizyki relatywistycznej. Był również zaangażowany w działalność projektu Europejskiej Fundacji Nauki – Kosmologia w Laboratorium.